# Тельна Олена Львівна
Олена Львівна Тельна (нар. 22 січня 1993, Розівка, Ясинуватський район, Донецька область, Україна) — українська футболістка, захисниця.

## Життєпис
Вихованка клубу «Донеччанка» (Донецьк). З 2008 року виступала за основну команду клубу у вищій лізі України, провела в її складі п'ять сезонів та відзначився 8 голами в матчах вищої ліги. Бронзовий призер чемпіонату України та фіналістка Кубку України 2012 року.
У початку 2013 року перейшла в «Дончанку» з Росії (Азов). Дебютний матч у чемпіонаті Росії зіграла 16 березня 2013 року проти «Зоркого», відігравши всі 90 хвилин. Всього за два неповних сезону зіграла 10 матчів у вищій лізі Росії. Після вильоту клубу в першу лігу спортсменка повернулася в Україну.
У 2014 році перебувала в складі «Іллічівки» (Маріуполь), але не зіграла жодного матчу через травму. У 2015 році перейшла в клуб «Житлобуд-2» (Харків), з яким стала бронзовим призером чемпіонату України, зігравши 10 матчів, але наприкінці сезону отримав травму коліна. Наступного сезоні її команда завоювала золоті нагороди чемпіонату, але футболістка зіграла тільки 2 матчі й по завершенні сезону покинула клуб.
Після деякої перерви відновила кар'єру навесні 2019 року в складі «Маріупольчанки» в першій лізі України, а починаючи з сезону 2019/20 років виступає зі своїм клубом у вищій лізі.
Виступала за молодіжну збірну України, провела 10 матчів в трьох розіграшах молодіжного чемпіонату Європи на відбіркових стадіях.